# Arma Christi

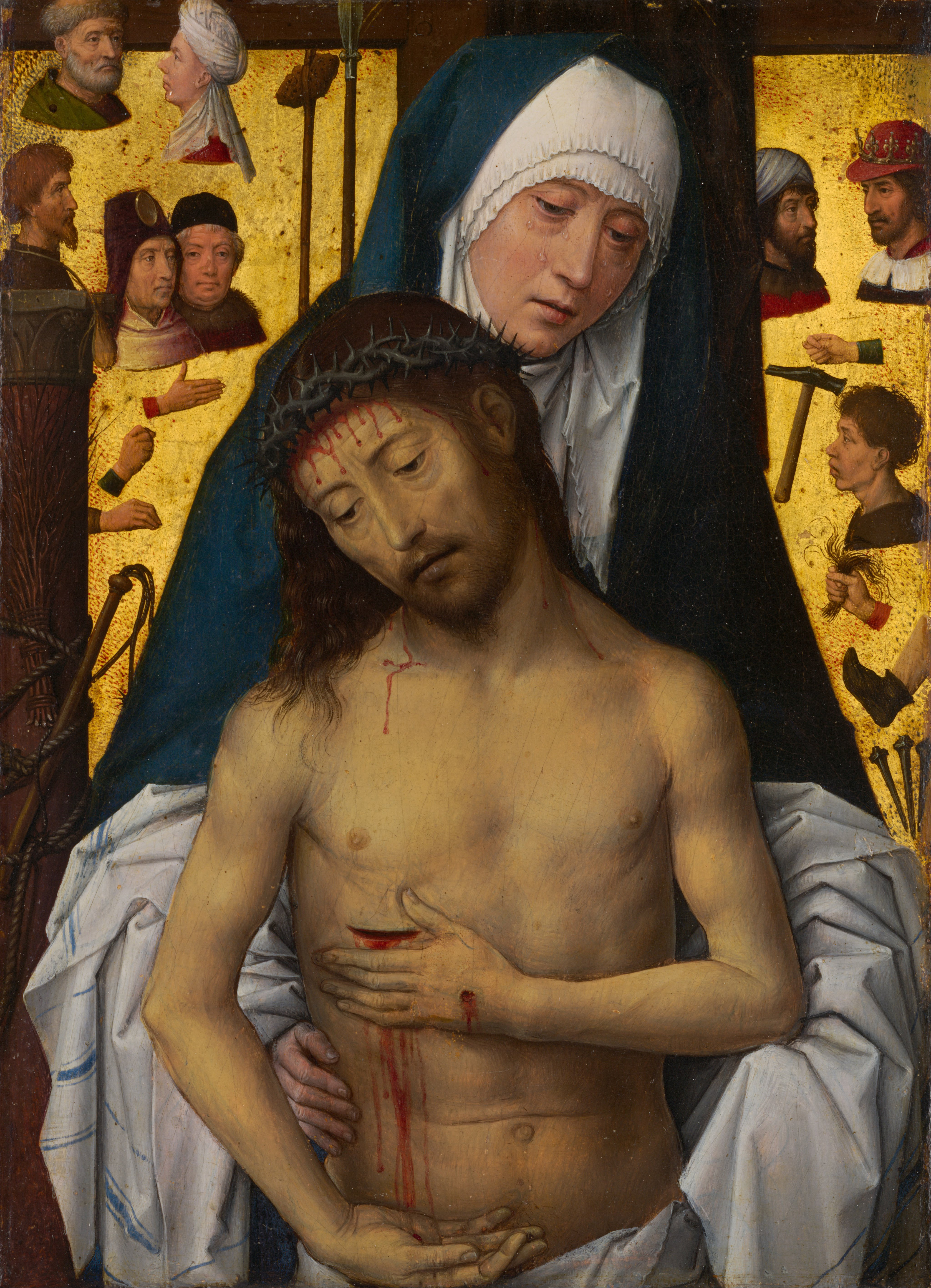
"Pietà", de Hans Memling, com diversas Arma Christi à volta.

Arma Christi, literalmente Armas de Cristo, ou Instrumentos da Paixão são os objetos associados à Paixão de Jesus Cristo no contexto do simbolismo e arte cristãos. 
Estes objetos são tratados como símbolos heráldicos e também como as armas que Cristo utilizou para obter sua vitória sobre Satã. A mais importante, a cruz, foi introduzida no contexto da arte cristã já no século IV como a "crux invicta", um símbolo da vitória. Coletivamente, elas desfrutam de uma longa tradição na iconografia, remontando ao século IX. O Saltério de Utrecht, de 830, é um exemplo e é um reflexo do aumento do interesse teológico nos sofrimentos de Cristo. O poema em inglês médio "Arma Christi", que apareceu antes do final do século XIV, sobreviveu em quinze manuscritos diferentes, um atestado de sua popularidade, dos quais sete aparecem em rolos de formato pouco usual, destinados a serem mostrados na igreja como um auxílio visual para a congregação. Manuscritos sobre as "Arma Christi" estão geralmente decorados com ilustrações dos instrumentos, cuja visão, segundo os textos, é suficiente a indulgência de um certo número de dias no Purgatório vindouro.
Relíquias dos mais importantes itens tem uma longa história e remontam à época em que a imperatriz bizantina Helena descobriu na Terra Santa a Vera Cruz no início do século IV. Relíquias que alegam ser a Santa Lança, Santa Esponja, Santo Cálice e pregos da Cruz foram todas veneradas antes do ano 1000 e se espalharam nos séculos seguintes. Houve uma onda de novas relíquias no ocidente na época das Cruzadas e uma outra conforme os instrumentos foram se tornando cada vez mais proeminentes na literatura e nas práticas do século XIV.
Na arte, os instrumentos ou circundam a imagem de Cristo em temas andachtsbilder, como o Varão das Dores, ou aparecem sozinhos – geralmente a imagem da face de Cristo no Véu de Verônica como o ponto focal da imagem. Em ambos os casos, o objetivo da representação é simbolizar os sofrimentos de Cristo durante sua Paixão. Os instrumentos tinham a vantagem prática de serem muito mais fáceis de reproduzir por artistas menos capazes do que figuras humanas e eram, indubitavelmente, deixados para que os auxiliares pintassem. Possivelmente, a mais antiga representação dos instrumentos isolados num espaço pictorial é um desenho num manuscrito germânico de cerca de 1175, onde eles aparecem de um dos lados do Cristo em Majestade. Em livros devocionais, os instrumentos são, na Baixa Idade Média, mostrados um por vez, acompanhados de um dos muitos textos que as meditações devocionais nos quais o instrumento em questão foi utilizado.

## Instrumentos

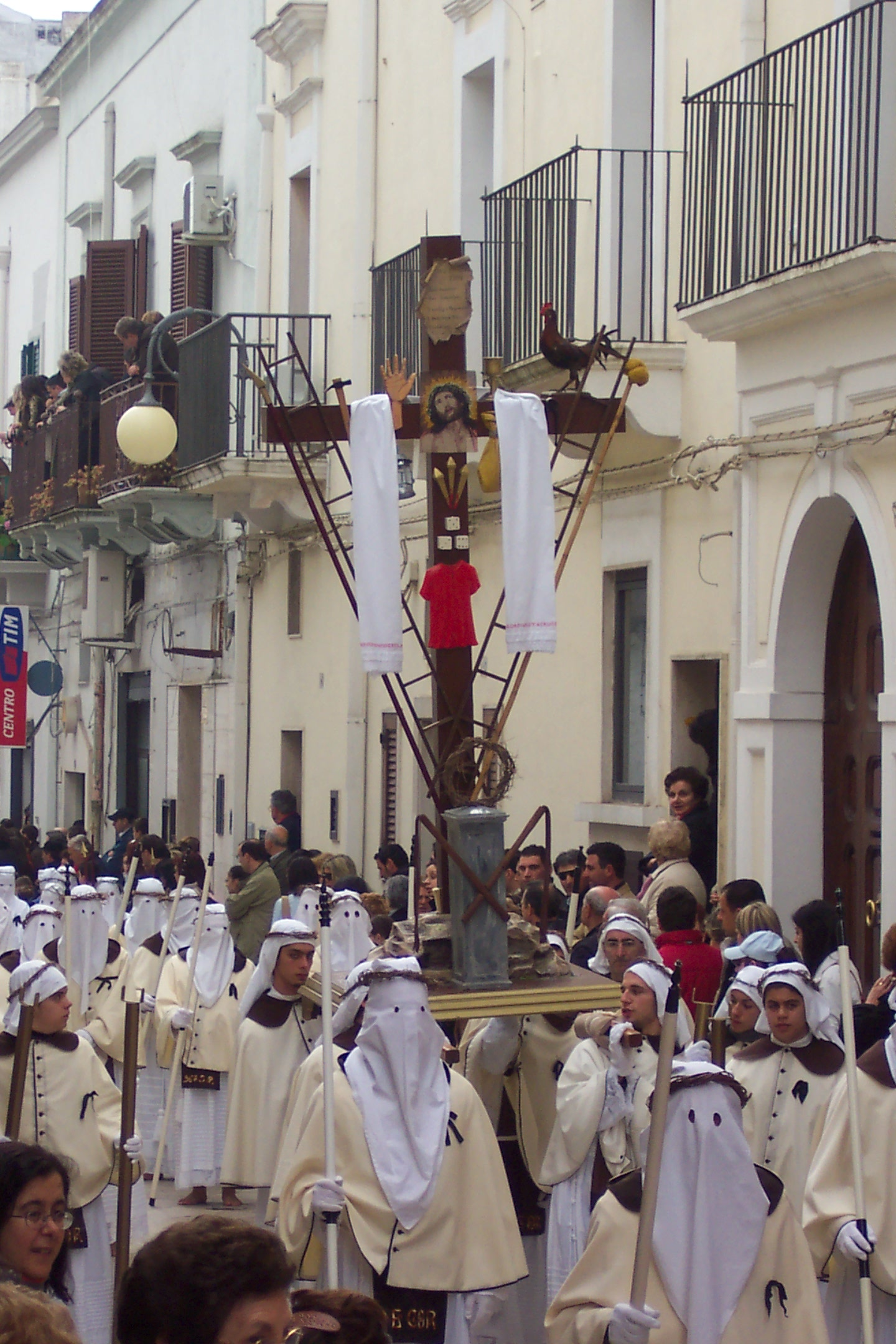
Uma cruz levada em procissão pela Confraternita del Carmine di Mottola, na Itália, repleta de instrumentos da Paixão.

Representações artísticas dos instrumentos da Paixão podem incluir diversas combinações dos itens da lista a seguinte, apesar de a cruz estar quase sempre presente. Um grupo primário, dos instrumentos quase sempre presentes, é chamado de "instrumentos maiores":
- A cruz na qual Jesus foi crucificado (Vera Cruz), sozinha ou juntamente com as cruzes dos dois ladrões.
- A Coroa de Espinhos
- O pilar ou coluna onde Jesus foi amarrado durante sua flagelação.
- O chicote (ou chicotes) utilizado(s) para desferir as 39 chicotadas.
- A Santa Esponja que, espetada numa vara, foi utilizada para dar bile e vinagre de beber a Jesus.
- A Santa Lança com a qual um soldado romano infligiu o golpe de misericórdia (a última das Cinco Chagas) em Jesus.
- Os pregos ou cravos utilizados nas mãos e nos pés de Jesus.
- O Véu de Verônica

Outros instrumentos comuns, chamados de "instrumentos menores", são:
- A caniço entregue a Jesus para servir zombeteiramente como seu "cetro".
- A vestimenta púrpura que foi colocada em Jesus também como zombaria.
- O Titulus Crucis, a placa que foi pregada na cruz, possivelmente inscrita com as letras "INRI" (em latim: Iesus Nazarenus Rex Iudaeorum).
- O Santo Cálice, o cálice utilizado por Jesus durante a Última Ceia e que, segundo algumas tradições, José de Arimateia utilizou para coletar o sangue de Jesus durante a crucificação.
- A Sacra Túnica de Jesus.
- Os dados utilizados pelos soldados para decidir quem levaria a túnica de Jesus.
- O galo que cantou depois da terceira negação de Pedro.
- A vasilha utilizada para manter a bile e o vinagre que foram dados a Jesus durante a crucificação.
- A escada utilizada durante a Deposição da Cruz.
- O martelo utilizado para pregar Jesus na cruz.
- O alicate utilizado para remover os pregos depois.
- O vaso de mirra utilizado para ungir Jesus.
- O Santo Sudário.
- O sol e a lua, representando a escuridão da crucificação.
- As trinta moedas de prata (ou o saco de dinheiro), o preço pago pela traição de Judas Iscariotes.
- A mão que esbofeteou Jesus.
- As correntes e cordas que o prenderam durante a sua noite aprisionado.
- As tochas, espadas e cajados que os soldados utilizaram durante a Prisão de Jesus.
- A espada utilizada por Pedro para cortar a orelha do servo do sumo-sacerdote. Por vezes, uma orelha humana também é representada.
- Às vezes, cabeças de figuras conhecidas da Paixão são mostradas, incluindo Judas, Caifás ou alguém zombando Jesus e cuspindo em seu rosto.

## Outros contextos
O principal grupo de instrumentos aparecem em outros contextos também. A lança e a esponja numa vara aparecem muitas vezes nas mãos de arcanjos flanqueando o trono de Cristo como se fossem estandartes ou lanças num mosaico do século VI de Ravena (atualmente em Berlim) e em outras ocasiões depois disto, especialmente em cenas do Juízo Final. Na arte ortodoxa, os instrumentos geralmente estão no ou à volta do Hetoimaisia ("trono vazio") do julgamento final. A Coroa de Espinhos aparece por vezes sozinha pendurada na cruz e já se sugeriu que a cruz celta tenha origem neste símbolo. Os instrumentos menores não se desenvolveram o suficiente na arte para serem reconhecidos imediatamente desta forma e só aparecem em grupo.

## Galeria

Anjos da Ponte Sant'Angelo, em Roma
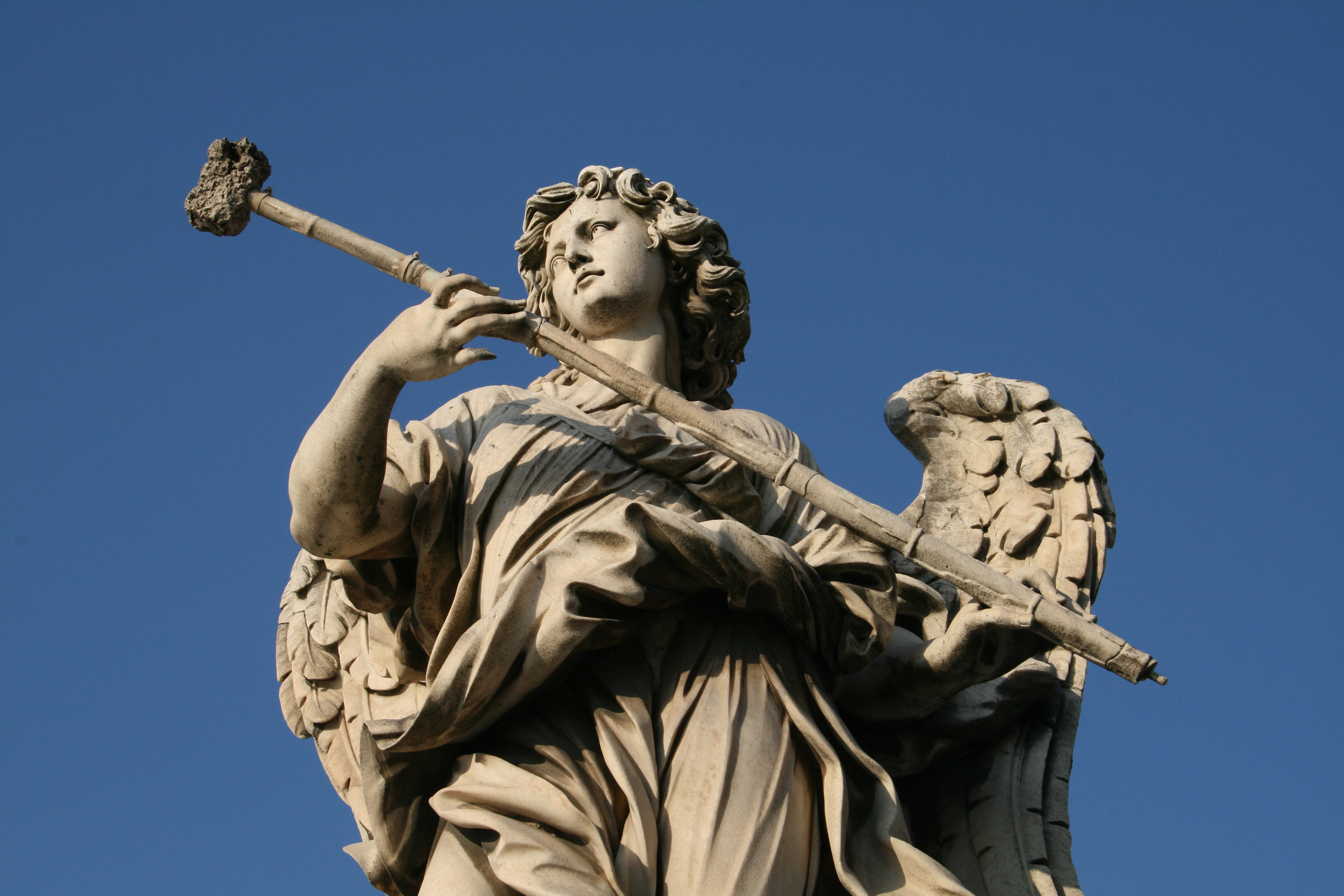
Santa Esponja
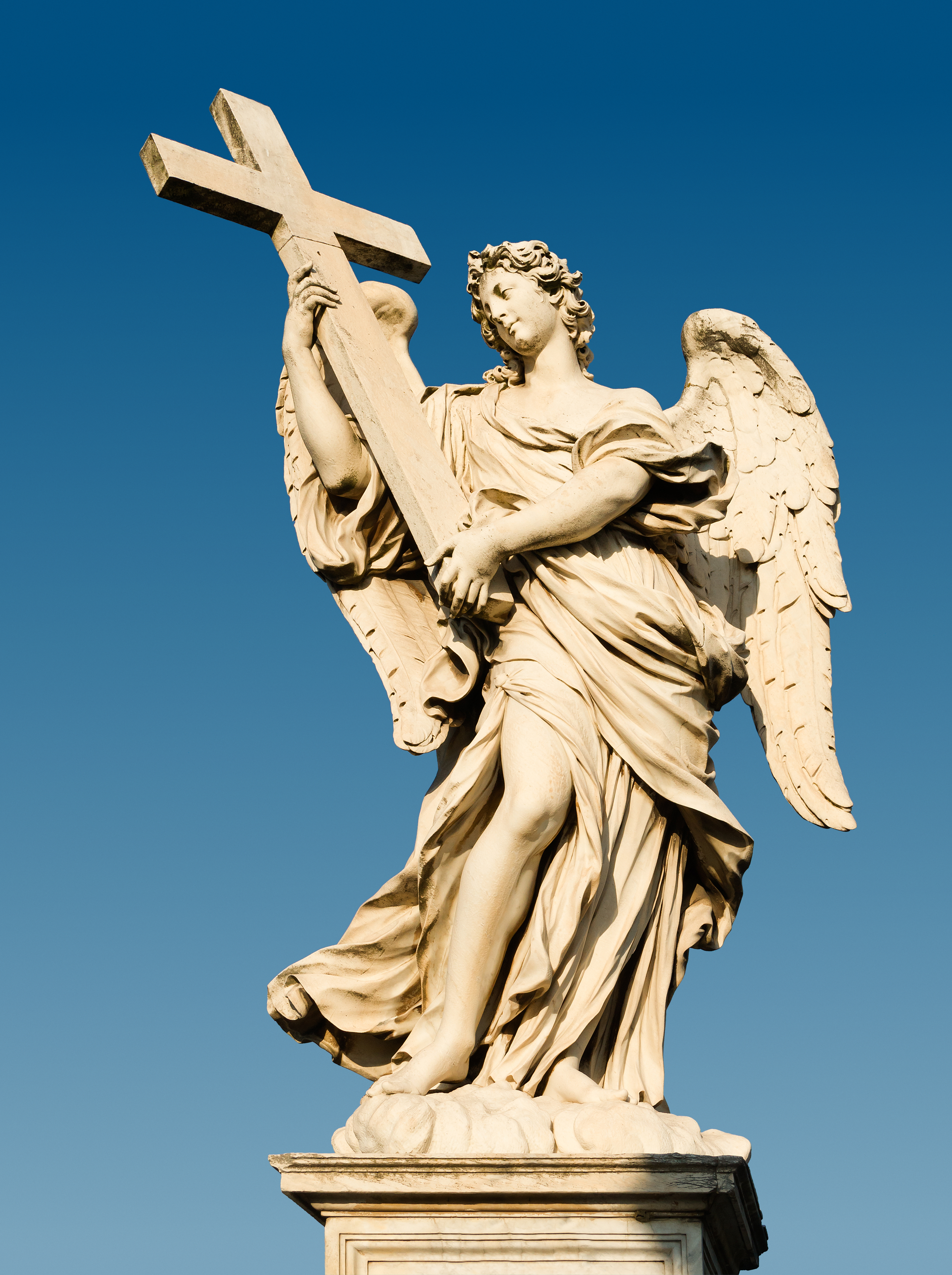
Vera Cruz
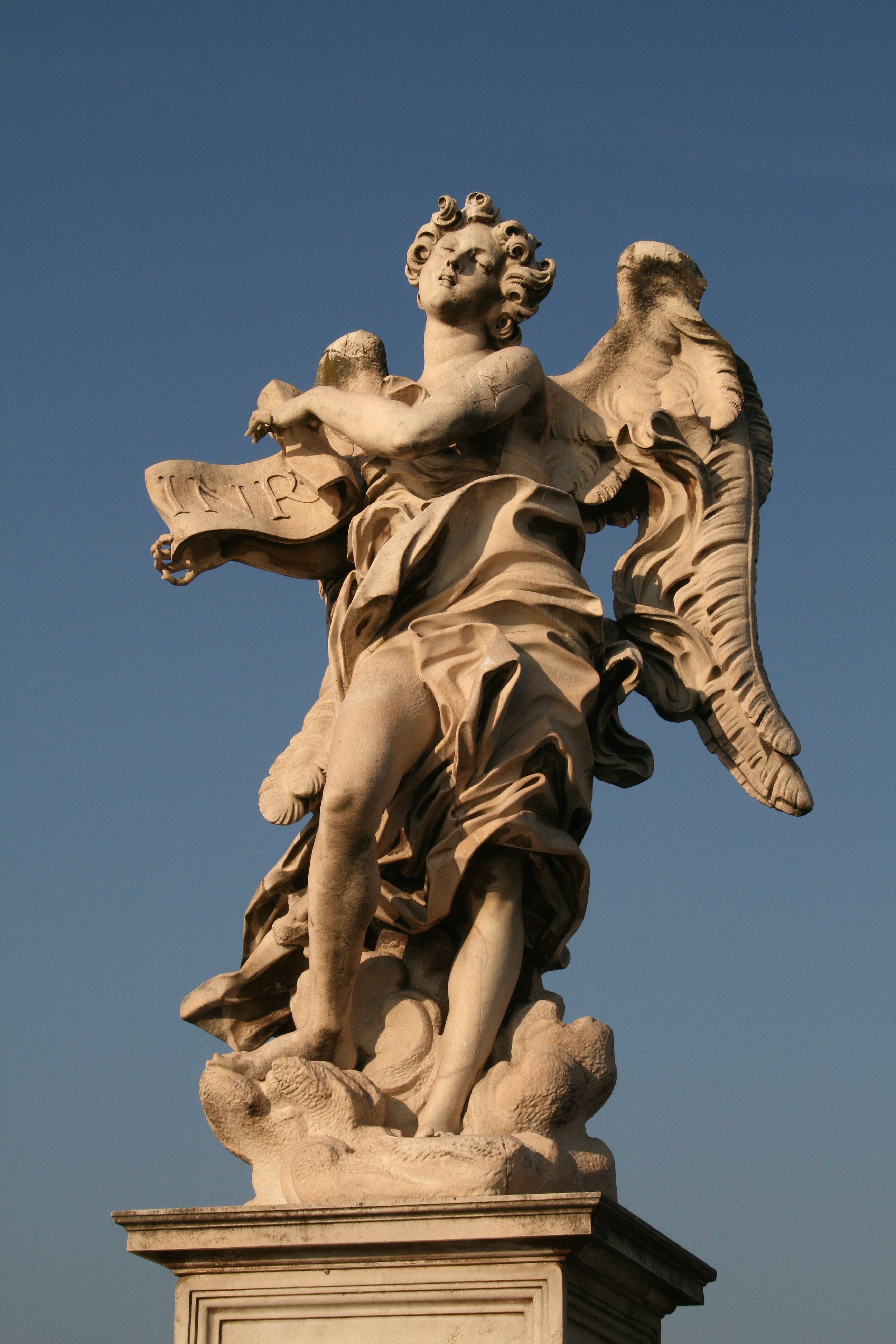
Titulus Crucis
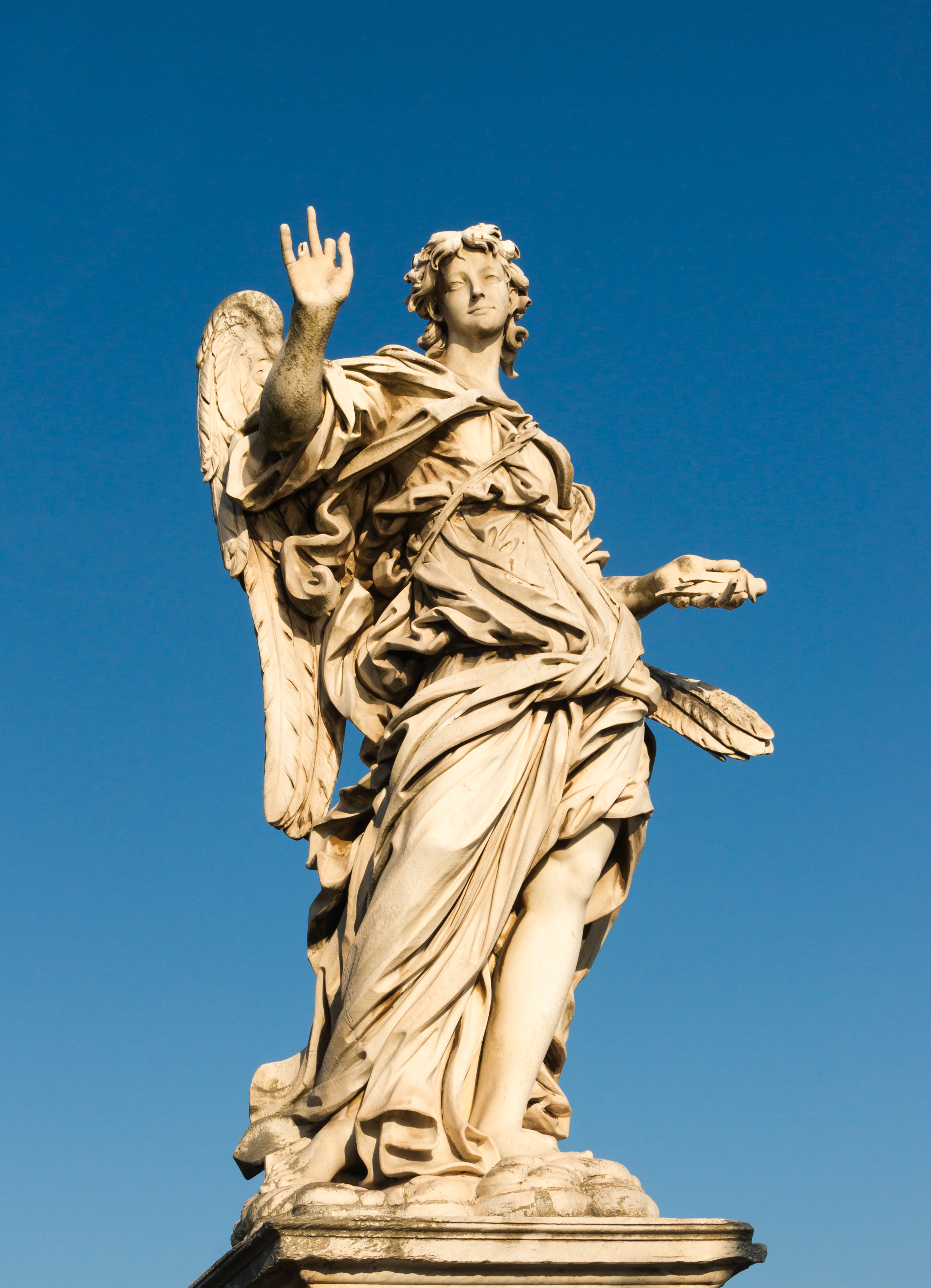
Pregos da Cruz
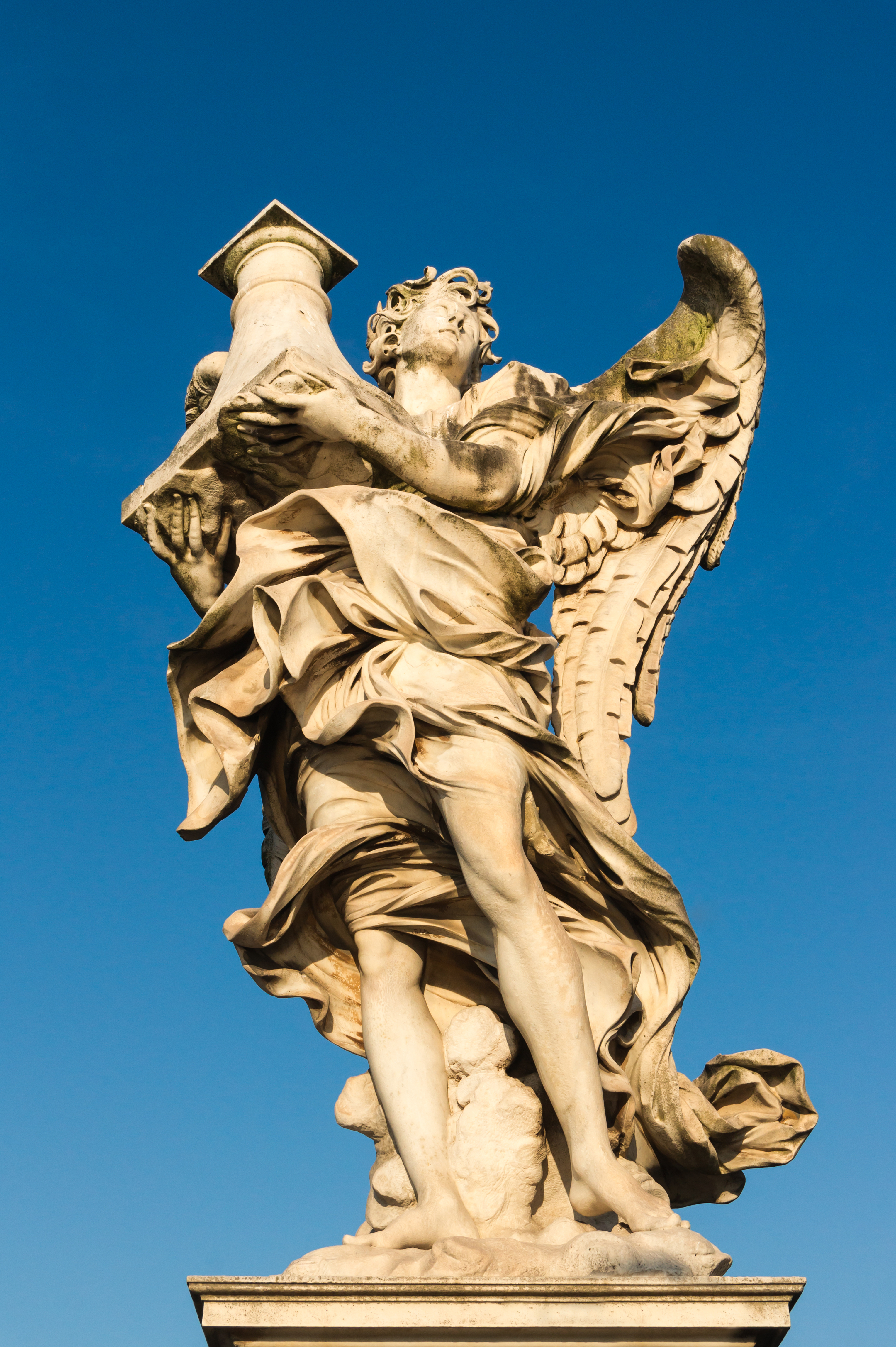
Coluna da flagelação
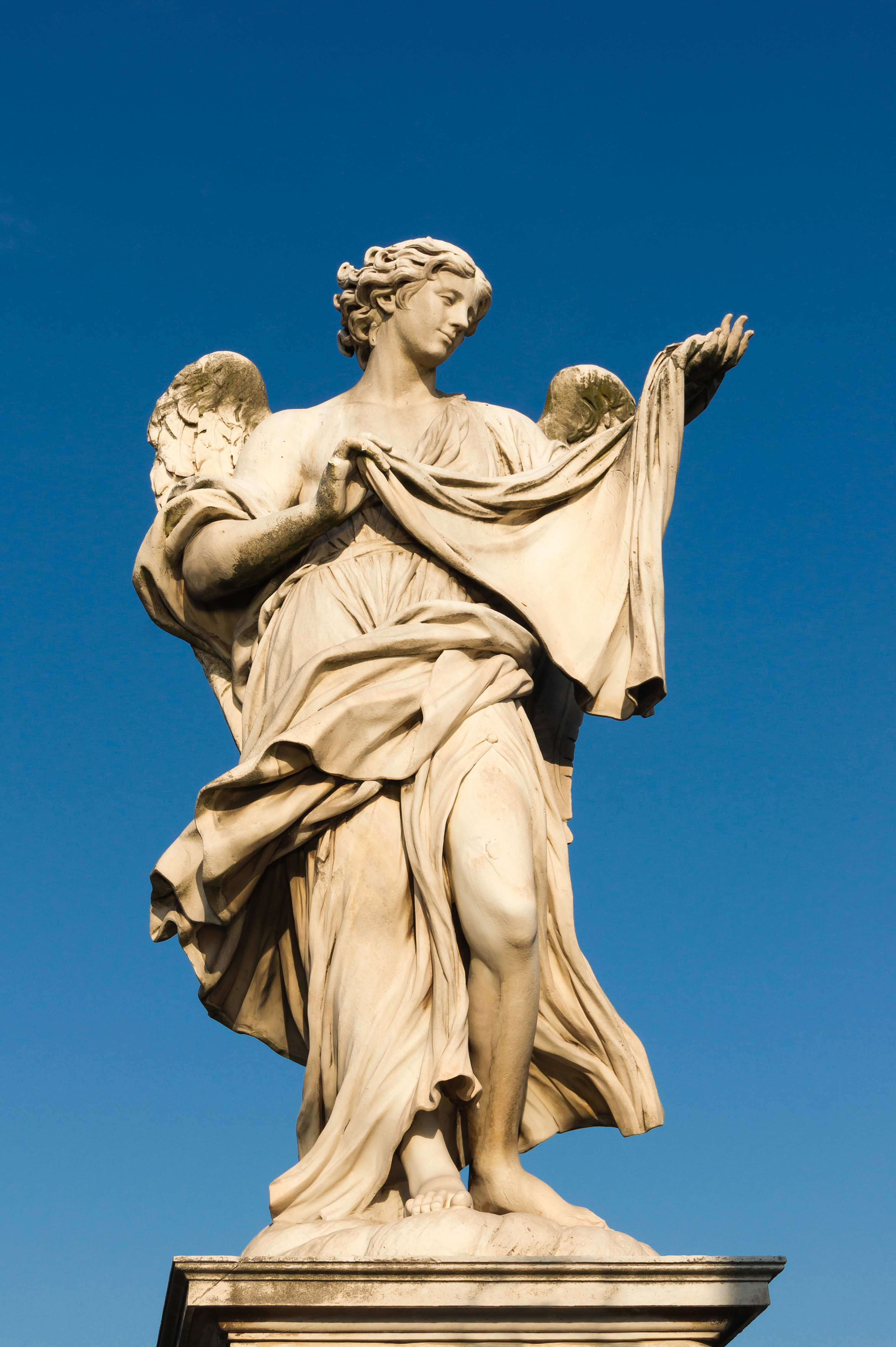
Véu de Verônica
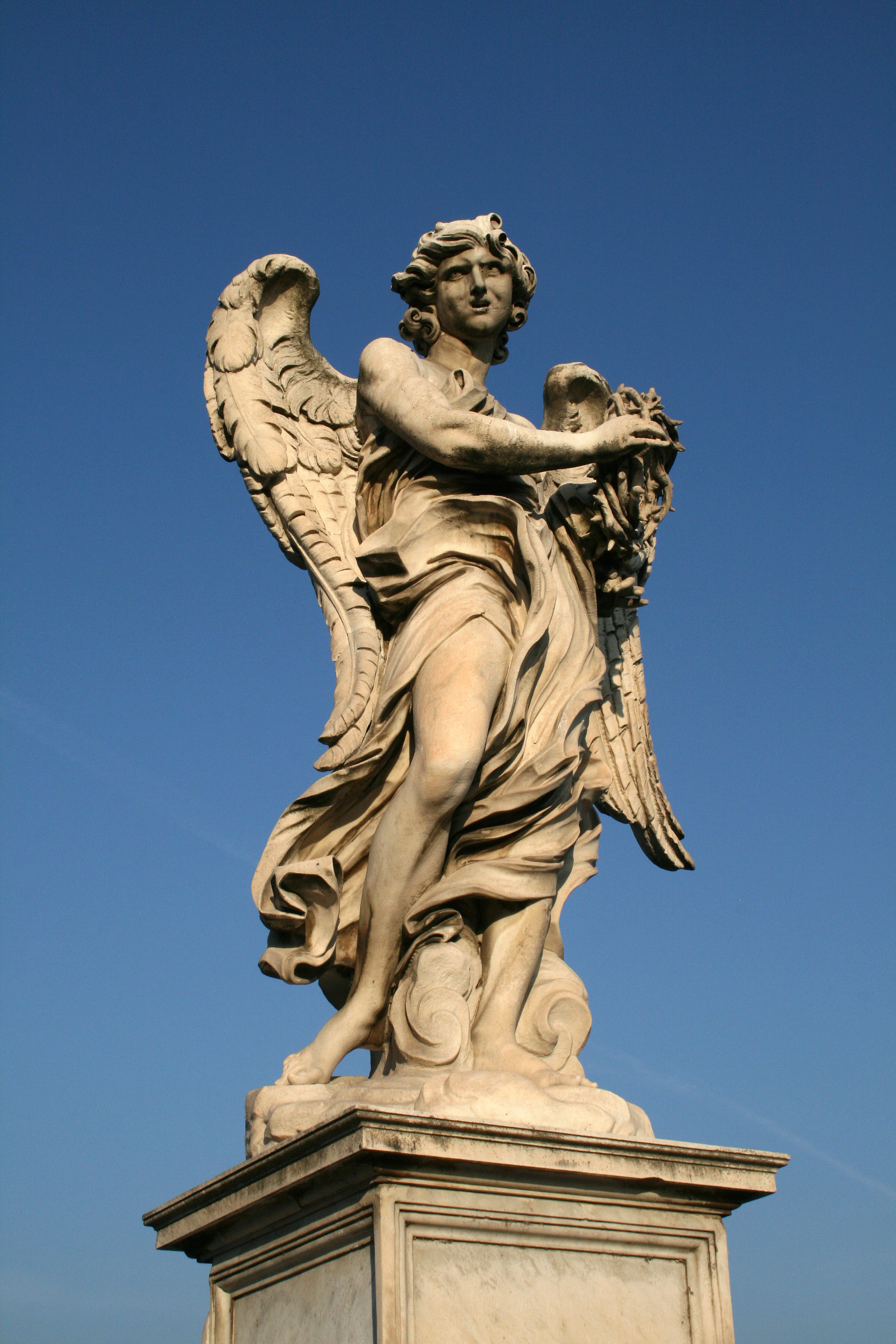
Coroa de Espinhos
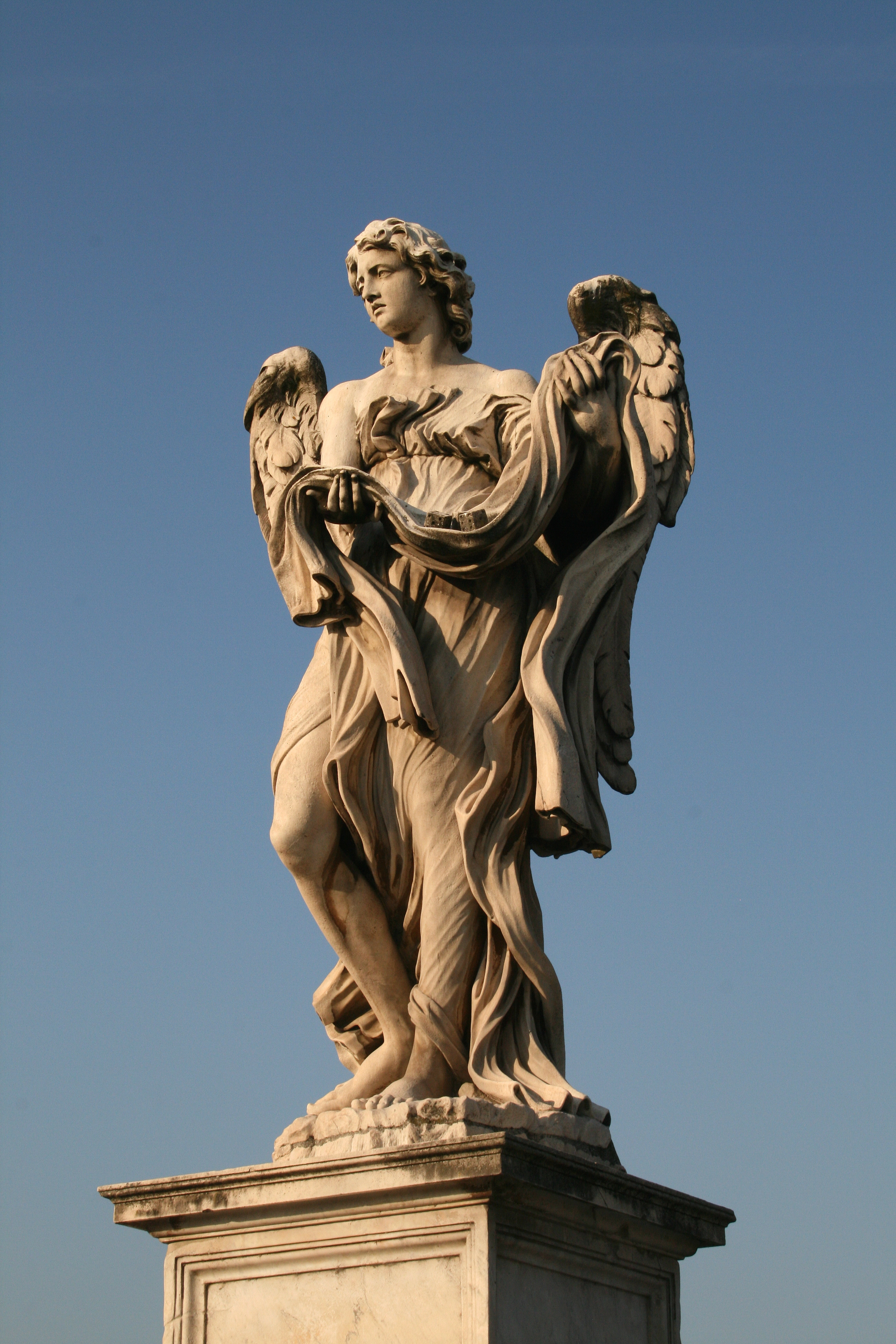
Sacra Túnica